# Alvaro Pelagius
Alvaro Pelagius, född omkring 1274, död 25 januari 1352, var en spansk franciskanermunk.
Pelagius är mest bekant för den kurialistiska teori, som han utvecklar i sitt huvudverk Planctus ecclesiæ (omkring 1331), i vilket han hävdar påvens överhöghet även i världsliga ting.